# Aschersleben
Aschersleben (phát âm tiếng Đức: [ˈaʃɐsleːbən]) là một thị trấn thuộc huyện Salzland, bang Saxony-Anhalt, Đức. 
Aschersleben đã thuộc Đông Đức cho đến năm 1990, khi thị trấn thuộc Saxony-Anhalt trong thời thống nhất nước Đức. Ngày 1 tháng 1 năm 2008, các đô thị Drohndorf, Freckleben và Mehringen đã được hợp nhất vào Aschersleben.